# Muscardinus pliocaenicus
Muscardinus pliocaenicus — вимерлий вид гризунів родини вовчкових (Gliridae).

## Поширення
Цей вид ліскульок був виявлений в Німеччині, Австрії, Іспанії, Франції, Італії, Нідерландах і Польщі. Він жив у епоху міоцену, пліоцену й плейстоцену.

## Етимологія
Видовий епітет названо з посиланням на геологічну еру, коли були описані перші скам’янілості: пліоцен.

## Таксономія
Вперше цей вид був описаний у 1963 році польським палеонтологом Казімєжем Ковальським